# Municipalità di Tinian
La municipalità di Tinian (Inglese: Tinian Municipality) è una delle quattro principali suddivisioni politiche delle Isole Marianne Settentrionali. Comprende due isole: Tinian ed Aguijan. La superficie totale delle isole, compresi scogli e isolette affioranti, è 108,1 km².